# Equus sivalensis
Az Equus sivalensis az emlősök (Mammalia) osztályának páratlanujjú patások (Perissodactyla) rendjébe, ezen belül a lófélék (Equidae) családjába tartozó fosszilis faj.

## Tudnivalók
Az Equus sivalensis Pakisztán kihalt lóféléje és része a pleisztocén megafaunának. Az állat 2,6 millió évvel ezelőtt jelent meg és 75 000-10 000 éve halt ki, az utolsó jégkorszak idején. Maradványait a pakisztáni Sivalik-dombságnál, Tamilnádunál és újabban az indiai Ándhra Pradesnél találták meg. Az indiai maradványok 75 000 évesek.